# Thuli Madonsela

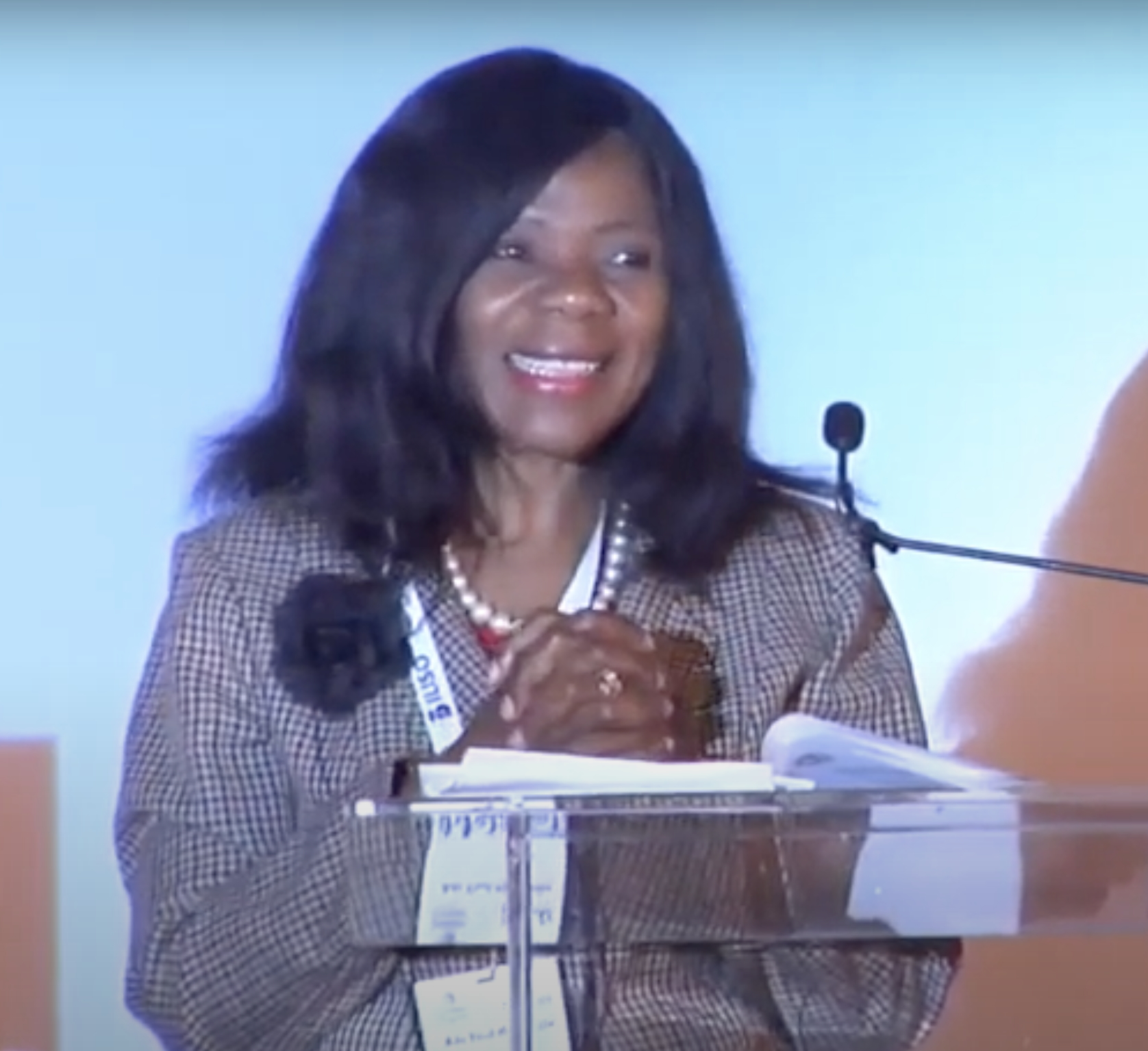
Madonsela (2014)

Thulisile Nomkhosi „Thuli“ Madonsela (* 28. September 1962 in Soweto) ist eine südafrikanische Juristin und ehemalige Public Protector (Ombudsfrau; wörtlich: „Öffentlicher Beschützer“) von Südafrika.

## Leben
Thuli Madonsela wuchs in Soweto auf. Ihre Eltern waren Händler, ihre Mutter auch Hausangestellte, Sozialarbeiterin und Hebamme. Sie besuchte die Evelyn Baring Secondary School in Nhlangano in Swasiland und arbeitete zeitweise als Lehrerin. Anschließend studierte sie Jura an der University of Swaziland und an der University of the Witwatersrand. 1990 erwarb sie dort den Bachelor of Law. Als Mitglied des African National Congress (ANC) war sie 1994 Vorsitzende der Wahlkommission zur ersten freien Wahl in Südafrika. Anschließend gehörte sie zu den elf Experten, die die endgültige Version der neuen südafrikanischen Verfassung formulierten. 2009 wurde sie vom Präsidenten der Republik, Jacob Zuma, zum Public Protector ernannt. In diesem Amt, das in der südafrikanischen Verfassung von 1996 festgelegt ist, sollte sie mögliches Fehlverhalten von Regierungsmitgliedern oder Behörden untersuchen und aufzeigen. Gemäß der Verfassung handelte sie unabhängig und durfte nicht von der Regierung beeinflusst werden. Die Amtszeit des Public Protector beträgt sieben Jahre; eine Wiederwahl ist nicht zulässig.
2011 gelang es Madonsela, Korruptionsfälle beim Bau von Polizeigebäuden aufzudecken. In der Folge wurde der National Commissioner des South African Police Service, Bheki Cele, suspendiert und musste 2012 sein Amt aufgeben. 2012 wies sie in einem Bericht nach, dass der damalige ANC-Funktionär und spätere Vorsitzende der Economic Freedom Fighters sich ebenfalls der Korruption schuldig gemacht hatte. Zu einer Anklage kam es aber bislang nicht. 2014 bezichtigte Madonsela Präsident Zuma, beim Bau seines heimischen Anwesens in Nkandla Millionen Rand auf Staatskosten für private Zwecke ausgegeben zu haben. Zuma ignorierte ihre Direktive, das Geld zurückzuzahlen, das Verfassungsgericht Südafrikas bestätigte 2016 aber Madonselas Position. Im zeitlichen Zusammenhang dazu wurde bekannt, dass mehrere Mordanschläge auf Madonsela geplant waren. Im September 2016 wurde Busisiwe Mkhwebane, die zuvor im Innenministerium tätig gewesen war, als ihre Nachfolgerin als Public Protector bestätigt. Am 14. Oktober 2016 endete Madonselas Amtszeit. Zuvor hatte sie einen letzten Untersuchungsbericht an Mkhwebane übergeben. Dieser State of Capture Report behandelt unter anderem die Einflussnahme der Gupta-Familie auf die südafrikanische Regierungspolitik. Am 2. November 2016 wurde er veröffentlicht.
Madonsela gehört der South African Law Reform Commission an (etwa: „Südafrikanische Kommission für Gesetzesreformen“) und steht dem Law Trust in Social Justice an der Universität Stellenbosch vor. Sie ist Mitglied des ANC; die Mitgliedschaft ruhte während der Amtszeit als Public Protector.
Sie zog ihre beiden Kinder, einen Sohn und eine Tochter, allein auf.

## Auszeichnungen
- 2011 wurde Madonsela vom Daily Maverick als South African Person of the Year ausgezeichnet.[10]
- 2012 erhielt Madonsela den South African Women Award.[1]
- 2013 verlieh ihr die University of Fort Hare die Ehrendoktorwürde.
- Das US-amerikanische Magazin Time nahm Madonsela 2014 in die Liste der 100 einflussreichsten Führungspersönlichkeiten auf.[11]
- 2014 wurde sie in Berlin mit dem Transparency International Integrity Award ausgezeichnet.[12]
- 2015 erhielt sie Ehrendoktorwürden der University Stellenbosch, der Rhodes University und der University of Cape Town.[13]
- 2016 wurde Madonsela als Forbes African Person of the Year ausgezeichnet.[14]
- Im November 2016 wurde ihr in Berlin der Deutsche Afrika-Preis aus den Händen von Bundestagspräsident Norbert Lammert verliehen.
- In November 2018 erhielt sie bei einem Staatsbesuch von Frank-Walter Steinmeier das Große Bundesverdienstkreuz.[15]
- Im Mai 2019 erhielt sie die Ehrendoktorwürde der North-West University.[16]
- 2020 wurde sie vom Magazin Forbes als eine der 50 mächtigsten Frauen Afrikas ("Africas 50 most powerful women") gelistet.[17]